# 蘇羅伊 (密蘇里州)
蘇羅伊（英語：Thuroy）是位於美國密蘇里州歐扎克縣的非建制地區。

## 歷史
蘇羅伊的郵局於1927年設立，其後於1936年停運。

## 地理
蘇羅伊所處的海拔為高於海平面228米（即748英呎），而該地所採用的時區為UTC-6，即北美中部時區（CST）。同時該地設有夏令時間，為UTC-6調快一小時，即UTC-5（CDT）。